# The Innits
The Innits (Schreibweise auch the iNNits) ist eine Berliner Band um den singenden Schlagzeuger Mek Obaam, der bereits mit Barbara Morgenstern, Schneider TM, Julia Hummer und The Boggs aus NYC zusammenarbeitete. Seine ersten Singles und die erste EP veröffentlichte er bei dem irischen Label Earsugar, wo auch noch eine Single als the iNNits erschien. Die beiden Alben erschienen bei dem Hamburger Label Sunday Service.

## Diskografie

### Studioalben
- Everything Is True (Sunday Service, 2007)
- On the Fence (Sunday Service, 2009)

### EPs
- You and I (Earsugar, 2005)

### Singles
- Goodnight Thank You b/w Johnny and Mary (Earsugar, 2004)
- Some Say Yes b/w While You´re Sleepin´ (Earsugar, 2005)
- My Sonic Youth b/w Light and Sound (Earsugar, 2007)